# The Tudors
The Tudors är en kanadensisk/irländsk dramaserie från 2007 som hade premiär i Sverige den 6 februari 2008. TV-seriens manus är skrivet av Michael Hirst. Handlingen är mycket löst baserad på den engelske kungen Henrik VIII:s regeringstid under 1500-talet.

## Avvikelser från historiska fakta
Serien tar osedvanligt stora friheter med historiska fakta, såväl vad gäller kända personers utseende, ålder och relationer som kända händelser, klädedräkter, vapen, arkitektur och 1500-talets moralsyn.
Tiden är sammanpressad, och ger ett intryck av att händelser ägde rum tätare än vad de faktiskt gjorde. Serien sägs börja 1518, när Henrik VIII var 27 år och pågår till hans död 1547 när han var 55 år, men i serien börjar han åldras först kring 1540, i mitten av seriens fjärde säsong. Han blir aldrig korpulent i serien, trots att dåtida porträtt visar att han var ganska kraftig redan i 35-årsåldern. Hans första hustru, Katarina av Aragonien, var bara sex år äldre än Henrik, inte en 15 äldre, som serien påstår, och Henrik var ungefär tio år äldre än Anne Boleyn och började inte uppvakta henne förrän i 35-årsåldern. I serien verkar de vara jämnåriga.
Rollfiguren "Margaret Tudor", Henriks syster, är egentligen en sammanslagning av två av hans systrar. Det är hans äldsta syster Margareta Tudors namn som används för hans yngsta Maria Tudors person (för att inte hon ska blandas ihop med Henriks dotter Maria I av England). Henriks syster Maria gifte sig först med den franske kungen Ludvig XII. Han dog dock efter tre månader och efterträddes av Frans I. Maria gifte sig sedan med Charles Brandon, 1:e hertig av Suffolk och hade tre barn med honom när serien börjar. The Tudors börjar med att Henrik har fredsförhandlingar med Frans I, så syster Maria får därför gifta sig med en portugisisk kung i stället, som bara lever i några dagar innan hon mördar honom när han sover. Dåvarande kungen av Portugal var Manuel I (1469-1521), som då var 45 år gammal och gift med Eleonora av Österrike. Henriks äldsta syster, Margaret Tudor, var gift med Jakob IV och blev farmor till Maria Stuart. 
Bessie Blount var en av Henrik VIII:s mätresser och gav honom den illegitima sonen (Henry FitzRoy), men sonen dog inte som liten. FitzRoy dog som sjuttonåring år 1536, omkring 10 år före sin far. Blount gifte sig först efter Henry FitzRoys födelse.
De påvliga affärerna som utspelar sig i de första avsnitten har inte heller några klara kopplingar till faktiska händelser. En påve kallad Alexander beskrivs ligga på sin dödsbädd vid tiden för mötet på Camp du Drap d'Or mellan Henrik och Frans (1520), men den sittande påven vid denna tid, Leo X, dog plötsligt i slutet av 1521, och det fanns ingen påve vid namn Alexander sedan 1503, före Henriks regeringstid. Kardinal Orsini beskrivs i serien efterträda Alexander, men i verkligheten var det Adrian av Utrecht som efterträdde Leo, och efter hans död ett år senare valdes kardinal Medici till påve, och det var han som skulle komma att vägra att godkänna Henriks skilsmässa från Katarina av Aragonien. 
I det första avsnitten blir en engelsk ambassadör, som beskrivs som en farbror till Henrik VIII, mördad av en fransman i Italien. I verkligheten hade Henrik ingen sådan farbror. Rollfiguren "Courtenay,", vilket syftar på William Courtenay, 1:e earl av Devon, var gift med Henriks faster Katarina av York men dog av lungsäcksinflammation år 1511. Det finns inte heller några historiska bevis att kompositören Thomas Tallis var bisexuell, så som han porträtteras i serien. Tallis uppträdde inte för hovet förrän 1543, åtminstone tio år efter de händelser som beskrivs i början av serien. 
Whitehallpalatset blev Henriks först år 1530 efter att han avsatt Kardinal Wolsey. Tidigare kallades det York Place, och Henrik flyttade dit tillsammans med sin fästmö Anne Boleyn. Palatset kallades inte Whitehallpalatset förrän än mer än 10 år senare. 
Kardinal Wolsey fängslades inte och begick inte självmord. Efter att ha anklagats för förräderi reste han till London för att ställas inför rätta, men dog i Leicester, på väg dit. Wolsey dog år 1530, tre år före Henriks syster Maria, i serien skedde dödsfallen samtidigt. I den första säsongens andra avsnitt avfyrar Henrik VIII en flintlåsmusköt för att fira att han fått en son, men den typen av musköt uppfanns först år 1630, alltså hundra år senare. 
Även dräkterna har det tagits vissa friheter med, ett tydligt exempel är frånvaron av undersärkar - sådana var obligatoriska under perioden och pöste ofta ur klädernas slitsar (i filmen har man ibland valt att låta skådespelarna visa bar hud i slitsarna).
Den som tittar noga upptäcker hur solen går upp bakom Stockholms stadshus 37 sekunder in i vinjetten. Detta är utöver en geografisk avvikelse också en anakronism: Stadshuset stod färdigt 1923, 376 år efter Henrik VIII:s frånfälle.

## Rollista
| Roll                                       | Skådespelare         | Säsonger             |
| Kungen                                     | Kungen               | Kungen               |
| ------------------------------------------ | -------------------- | -------------------- |
| Henrik VIII av England                     | Jonathan Rhys Meyers | 1–4                  |
| Kungens fruar                              |                      |                      |
| Katarina av Aragonien                      | Maria Doyle Kennedy  | 1–2, 4 (Drömsekvens) |
| Anne Boleyn                                | Natalie Dormer       | 1–2, 4 (Drömsekvens) |
| Jane Seymour                               | Anita Briem          | 2                    |
| Jane Seymour                               | Annabelle Wallis     | 3, 4 (Drömsekvens)   |
| Anna av Kleve                              | Joss Stone           | 3–4                  |
| Katarina Howard                            | Tamzin Merchant      | 3–4                  |
| Katarina Parr                              | Joely Richardson     | 4                    |
| Det kungliga hovet                         |                      |                      |
| Charles Brandon, 1:e hertig av Suffolk     | Henry Cavill         | 1–4                  |
| Thomas Cromwell,                           | James Frain          | 1–3                  |
| Kardinal Thomas Wolsey, ärkebiskop av York | Sam Neill            | 1                    |
| Thomas More                                | Jeremy Northam       | 1–2                  |
| Thomas Howard, 3:e hertig av Norfolk       | Henry Czerny         | 1                    |
| Sir Anthony Knivert                        | Callum Blue          | 1                    |
| Earl av Shrewsbury                         | Gavin O'Connor       | 3                    |
| Thomas Wyatt                               | Jamie Thomas King    | 1–2                  |
| Thomas Boleyn, 1:e earl av Wiltshire       | Nick Dunning         | 1–2                  |
| Thomas Cranmer, ärkebiskop av Canterbury   | Hans Matheson        | 2                    |
| Edward Seymour                             | Max Brown            | 2–4                  |
| Filip, hertig av Bayern                    | Colin O'Donoghue     | 3                    |
| Biskop Stephen Gardiner                    | Simon Ward           | 3-4                  |
| Övriga                                     |                      |                      |
| Mary Tudor, drottning av Portugal          | Gabrielle Anwar      | 1                    |
| Jane Howard                                | Slaine Kelly         | 1                    |
| Prinsessan Maria                           | Blathnaid McKeown    | 1                    |
| Prinsessan Maria                           | Sarah Bolger         | 2–4                  |
| Påve Paulus III                            | Peter O'Toole        | 2                    |
| Jane Boleyn, vicegrevinna av Rochford      | Joanne King          | 2–4                  |
| Anne Stanhope                              | Emma Hamilton        | 3–4                  |
| Sir Francis Bryan                          | Alan van Sprang      | 3                    |
| Otto Truchsess von Waldburg                | Max von Sydow        | 3                    |
| Robert Aske                                | Gerard McSorley      | 3                    |
| Kardinal Reginald Pole                     | Mark Hildreth        | 3                    |
| Lord Darcy                                 | Colm Wilkinson       | 3-4                  |
| Henry Howard                               | David O'Hara         | 4                    |
| Joan Bulmer                                | Catherine Steadman   | 4                    |
| Thomas Culpeper                            | Torrance Coombs      | 4                    |
| Prinsessan Elisabet                        | Kate Duggan          | 2                    |
| Prinsessan Elisabet                        | Claire MacCauley     | 3                    |
| Prinsessan Elisabet                        | Laoise Murray        | 4                    |
| Prins Edvard                               | Eoin Murtagh         | 4                    |
| Prins Edvard                               | Jake Hathaway        | 4                    |